# Sittin' on Chrome
Albums de Masta Ace Incorporated
SlaughtaHouse
(1993)
Sittin' on Chrome est le deuxième album studio de Masta Ace Incorporated, sorti le 2 mai 1995.
L'album s'est classé à la 19e place du Top R&B/Hip-Hop Albums et à la 69e du Billboard 200.

## Liste des titres
| No  | Titre             | Contient un (des) sample(s) de | Durée |
| --- | ----------------- | --- | ----- |
| 1.  | Intro             | | 2:54  |
| 2.  | The I.N.C. Ride   | I Want'a Do Something Freaky to You de Leon Haywood For the Love of You (Part 1 & 2) des Isley Brothers Scenario de A Tribe Called Quest featuring Leaders of the New School | 4:10  |
| 3.  | Eastbound         | | 4:30  |
| 4.  | What's Going On!  | You're Welcome, Stop on By de Vicki Anderson | 4:51  |
| 5.  | The B-Side        | I Want'a Do Something Freaky to You de Leon Haywood | 4:07  |
| 6.  | Sittin' On Chrome | Just Got Paid de Johnny Kemp Eazy-Duz-It d'Eazy-E | 4:06  |
| 7.  | People In My Hood | | 4:21  |
| 8.  | Turn It Up        | Everybody Loves the Sunshine de Roy Ayers Ubiquity | 4:22  |
| 9.  | U Can't Find Me   | You Don't Have to Change de Kool & The Gang | 4:12  |
| 10. | Ain't No Game     | Neo Terra (New Land) de Freddie Hubbard | 4:36  |
| 11. | Freestyle ?       | Spinning Wheel de Dr. Lonnie Smith Black Hand Side de Queen Latifah | 3:28  |
| 12. | Terror            | Sara Smile d'Eric Gale | 4:35  |
| 13. | Da Answer         | | 4:56  |
| 14. | 4 Da Mind         | | 4:45  |
| 15. | Born to Roll      | | 4:14  |
| 16. | The Phat Kat Ride | | 4:06  |